# Parafia Trójcy Przenajświętszej w Obidzy
Parafia Trójcy Przenajświętszej w Obidzy – parafia rzymskokatolicka, znajdująca się w diecezji tarnowskiej, w dekanacie Łącko.